# Eishockey-Weltmeisterschaft der Junioren 1997
Die Spiele der 21. Junioren-A-Weltmeisterschaft im Jahre 1997 fanden im Zeitraum vom 26. Dezember 1996 bis zum 4. Januar 1997 in Genf und Morges, Schweiz, statt. Die B-Gruppe wurde in Kiew, Ukraine, ausgespielt, die C-Gruppe in Gheorgheni und Miercurea Ciuc, Rumänien und die D-Gruppe in Sofia, Bulgarien.
Insgesamt nahmen 34 Mannschaften an diesen Junioren-Weltmeisterschaften teil. Kanada wurde zum zehnten Mal (und dabei zum fünften Mal in Folge) Weltmeister vor den Vereinigten Staaten und Russland. Die Schweiz belegte Rang sieben, während der deutsche Nachwuchs durch einen 7:0-Erfolg im entscheidenden Spiel gegen Absteiger Polen den rettenden neunten Platz erreichte. Österreich belegte in der C-Gruppe den fünften Rang und verpasste damit nach dem Abstieg im Vorjahr den sofortigen Wiederaufstieg in die B-Gruppe.

## Teilnehmer, Austragungsorte und -zeiträume
- A-Weltmeisterschaft: 26. Dezember 1996 bis 4. Januar 1997 in Genf und Morges, Schweiz
Teilnehmer:  Deutschland,  Finnland,  Kanada (Titelverteidiger),  Polen (Aufsteiger),  Russland,  Schweden,  Schweiz,  Slowakei,  Tschechien,  USA

- B-Weltmeisterschaft: 27. Dezember 1996 bis 5. Januar 1997 in Kiew, Ukraine
Teilnehmer:  Frankreich,  Italien,  Japan,  Kasachstan (Aufsteiger),  Lettland,  Norwegen,  Ukraine (Absteiger),  Ungarn

- C-Weltmeisterschaft: 30. Dezember 1996 bis 3. Januar 1997 in Gheorgheni und Miercurea Ciuc, Rumänien
Teilnehmer:  Belarus,  Dänemark,  Großbritannien,  Kroatien (Aufsteiger),  Niederlande,  Österreich (Absteiger),  Rumänien,  Slowenien

- D-Weltmeisterschaft: 30. Dezember 1996 bis 3. Januar 1997 in Sofia, Bulgarien
Teilnehmer:  Bulgarien,  Estland,  Israel (Neuling),  BR Jugoslawien,  Litauen,  Mexiko (Neuling),  Spanien (Absteiger),  Südafrika

## A-Weltmeisterschaft
Die U20-A-Weltmeisterschaft wurde vom 26. Dezember 1996 bis zum 4. Januar 1997 in der Schweiz an zwei Spielorten – Genf und Morges – ausgetragen. Gespielt wurde in der Genfer Eishalle Les Vernets (6.837 Plätze) sowie im Patinoire des Eaux-Minérales in Morges mit 2.400 Plätzen. Insgesamt besuchten 31.336 Zuschauer die 31 Turnierspiele, was einem Schnitt von 1.011 pro Partie entspricht.
Am Turnier nahmen zehn Nationalmannschaften teil, die während der Vorrunde in zwei Gruppen zu je fünf Teams spielten.

### Modus
Zugelassen waren männliche Spieler unter 20 Jahren (U-20). Teilgenommen haben zehn Mannschaften, die in zwei Gruppen zu je fünf Mannschaften eingeteilt wurden. Jede Mannschaft spielte einmal gegen jeden Gruppengegner. Anschließend spielten die zwei Letzten der beiden Gruppen in der Abstiegsrunde den einzigen Absteiger in die B-Weltmeisterschaft aus. Die drei besten Mannschaften pro Gruppe spielten in den Play-offs den Weltmeistertitel aus, wobei die beiden Gruppenersten ein Freilos für das Halbfinale erhielten.

### Austragungsorte
| Genf |

| Morges |

| Genf |

| Morges |

### Vorrunde

#### Gruppe A
| 26. Dezember 1996 16:00 Uhr | Tschechien | 8:2 (2:1, 2:1, 4:0) | Deutschland | Patinoire des Eaux-Minérales, Morges Zuschauer: 137 |

| 26. Dezember 1996 20:00 Uhr | USA | 4:0 (1:0, 2:0, 1:0) | Schweiz | Les Vernets, Genf Zuschauer: 2.651 |

| 27. Dezember 1996 20:00 Uhr | Tschechien M. Melenovský (3:07) | 1:1 (1:0, 0:0, 0:1) | Schweiz M. Streit (47:57) | Patinoire des Eaux-Minérales, Morges Zuschauer: 2.050 |

| 27. Dezember 1996 20:10 Uhr | Kanada B. Isbister (17:23) C. Mann (32:21) R. Jackman (43:50) J. Thornton (51:26) | 4:1 (1:1, 1:0, 2:0) | Deutschland T. Fendt (3:18) | Les Vernets, Genf Zuschauer: 850 |

| 28. Dezember 1996 | Kanada | 4:4 | USA | Les Vernets, Genf |

| 29. Dezember 1996 | Schweiz | 6:2 | Deutschland | Les Vernets, Genf |

| 29. Dezember 1996 | USA | 2:1 | Tschechien | Les Vernets, Genf |

| 30. Dezember 1996 | Kanada | 4:1 | Schweiz | Les Vernets, Genf |

| 31. Dezember 1996 | Kanada | 3:3 | Tschechien | Les Vernets, Genf |

| 31. Dezember 1996 | USA | 8:0 | Deutschland | Les Vernets, Genf |

Abschlusstabelle
| Pl | Team        | Sp | S | U | N | Tore  | Punkte |
| -- | ----------- | -- | - | - | - | ----- | ------ |
| 1. | USA         | 4  | 3 | 0 | 1 | 18: 5 | 7      |
| 2. | Kanada      | 4  | 2 | 0 | 2 | 15: 9 | 6      |
| 3. | Tschechien  | 4  | 1 | 1 | 2 | 13: 8 | 4      |
| 4. | Schweiz     | 4  | 1 | 2 | 1 | 08:11 | 3      |
| 5. | Deutschland | 4  | 0 | 4 | 0 | 05:26 | 0      |

#### Gruppe B
| Team        | RUS  | FIN | SVK | SWE | POL  | Tore  | Punkte |
| ----------- | ---- | --- | --- | --- | ---- | ----- | ------ |
| 1. Russland |      | 4:2 | 4:3 | 0:0 | 12:0 | 20:5  | 7:1    |
| 2. Finnland | 2:4  |     | 4:3 | 4:2 | 7:0  | 17:9  | 6:2    |
| 3. Slowakei | 3:4  | 3:4 |     | 4:1 | 7:4  | 17:13 | 4:4    |
| 4. Schweden | 0:0  | 2:4 | 1:4 |     | 7:2  | 10:10 | 3:5    |
| 5. Polen    | 0:12 | 0:7 | 4:7 | 2:7 |      | 6:33  | 0:8    |

### Abstiegsrunde
| Team           | SUI   | SWE   | GER   | POL   | Tore  | Punkte |
| -------------- | ----- | ----- | ----- | ----- | ----- | ------ |
| 7. Schweiz     |       | 6:2   | (6:2) | 6:1   | 18:5  | 6:0    |
| 8. Schweden    | 2:6   |       | 8:2   | (7:2) | 17:10 | 4:2    |
| 9. Deutschland | (2:6) | 2:8   |       | 7:0   | 11:14 | 2:4    |
| 10. Polen      | 1:6   | (2:7) | 0:7   |       | 3:20  | 0:6    |

### Play-offs
|  | Viertelfinale | Viertelfinale | Viertelfinale |  |  | Halbfinale | Halbfinale | Halbfinale |  |    | Finale           | Finale           | Finale           |
|  |               |               |               |  |  |            |            |            |  |    |                  |                  |                  |
|  |               |               |               |  |  | A2         | Kanada     | 3          |  |    |                  |                  |                  |
|  | A2            | Kanada        | 7             |  |  | B1         | Russland   | 2          |  |    |                  |                  |                  |
|  | B3            | Slowakei      | 2             |  |  |            |            |            |  | A2 | Kanada           | 2                |                  |
|  |               |               |               |  |  |            |            |            |  | A1 | USA              | 0                |                  |
|  |               |               |               |  |  | A3         | Tschechien | 2          |  |    |                  |                  |                  |
|  | B2            | Finnland      | 3             |  |  | A1         | USA        | 5          |  |    | Spiel um Platz 3 | Spiel um Platz 3 | Spiel um Platz 3 |
|  | A3            | Tschechien    | 5             |  |  |            |            |            |  |    | B1               | Russland         | 4                |
|  |               |               |               |  |  |            |            |            |  |    | A3               | Tschechien       | 2                |

#### Viertelfinale
| 1. Januar 1997 16:10 Uhr | Kanada D. Brière (25:07) T. Whitfield (27:35) P. Schaefer (38:43) B. Isbister (44:51) Boyd Devereaux (45:59) T. Letowski (51:50) C. Dubé (56:28) | 7:2 (0:0,3:1,4:1) | Slowakei M. Hossa (32:25) P. Riečičiar (41:15) | Les Vernets, Genf Zuschauer: 1.101 |

| 1. Januar 1997 20:00 Uhr | Finnland | 2:3 n. P. (1:0, 0:1, 1:1, 0:0, 0:1) | Tschechien | Les Vernets, Genf Zuschauer: 525 |

#### Spiel um Platz 5
| 3. Januar 1997 12:00 Uhr | Finnland N. Kapanen (3:19) T. Kallio (8:06) T. Lydman (11:44) T. Vertala (16:07) T. Lydman (56:08) V. Nieminen (58:28) | 6:4 (4:1, 0:1, 2:2) | Slowakei M. Hossa (10:52) R. Somík (26:29) R. Pavlikovský (43:39) M. Handzuš (59:03) | Patinoire des Eaux-Minérales, Morges Zuschauer: 164 |

#### Halbfinale
| 3. Januar 1997 16:00 Uhr | Russland A. Morosow (11:53) R. Gabdullin (29:10) | 2:3 (1:1, 1:0, 0:2) | Kanada P. Schaefer (18:10) B. Devereaux (40:49) B. Devereaux (49:44) | Les Vernets, Genf Zuschauer: 1.976 |

| 3. Januar 1997 20:00 Uhr | USA E. Rasmussen (1:48) M. York (15:42) T. Poti (32:41) E. Rasmussen (49:43) M. Parrish (59:23) | 5:2 (2:2, 1:0, 2:0) | Tschechien O. Kratěna (7:54) M. Melenovský (18:03) | Les Vernets, Genf Zuschauer: 1.154 |

#### Spiel um Platz 3
| 4. Januar 1997 15:00 Uhr | Russland A. Morosow (6:23) A. Kolkunow (15:10) O. Kwascha (22:33) S. Samsonow (49:04) | 4:1 (2:0, 1:1, 1:0) | Tschechien M. Melenovský (36:47) | Les Vernets, Genf Zuschauer: 855 |

#### Finale
| 4. Januar 1997 19 Uhr | Kanada B. Devereaux (28:38) B. Isbister (43:09) | 2:0 (0:0, 1:0, 1:0) | USA | Les Vernets, Genf Zuschauer: 4.269 |

### Beste Scorer
Abkürzungen:  Sp = Spiele, T = Tore, V = Assists, Pkt = Punkte, SM = Strafminuten; Fett:  Turnierbestwert
| Spieler               | Mannschaft | Sp | T | V | Pkt | SM |
| --------------------- | ---------- | -- | - | - | --- | -- |
| Mike York             | USA        | 6  | 5 | 5 | 10  | 4  |
| Tomi Kallio           | Finnland   | 6  | 5 | 4 | 9   | 2  |
| Erik Rasmussen        | USA        | 6  | 4 | 5 | 9   | 4  |
| Rastislav Pavlikovský | Slowakei   | 6  | 2 | 7 | 9   | 6  |
| Alexei Morosow        | Russland   | 6  | 5 | 3 | 8   | 6  |
| Niko Kapanen          | Finnland   | 6  | 4 | 4 | 8   | 0  |
| Alexei Kolkunow       | Russland   | 6  | 4 | 4 | 8   | 6  |
| Ľubomír Vaic          | Slowakei   | 6  | 1 | 7 | 8   | 10 |
| Sergei Samsonow       | Russland   | 6  | 6 | 1 | 7   | 0  |
| Marián Hossa          | Slowakei   | 6  | 5 | 2 | 7   | 2  |
| Mark Parrish          | USA        | 6  | 5 | 2 | 7   | 8  |

### Beste Torhüter
Abkürzungen: Sp = Spiele, TOI = Eiszeit (in Minuten), GA = Gegentore, SO = Shutouts, Sv% = gehaltene Schüsse (in %), GAA = Gegentorschnitt; Fett: Turnierbestwert
| Spieler          | Team       | Sp | TOI    | GA | SO | Sv%   | GAA  |
| ---------------- | ---------- | -- | ------ | -- | -- | ----- | ---- |
| Denis Chlopotnow | Russland   | 3  | 180:00 | 1  | 2  | 98,00 | 0,33 |
| Brian Boucher    | USA        | 6  | 357:13 | 9  | 2  | 94,23 | 1,51 |
| Marc Denis       | Kanada     | 7  | 419:52 | 13 | 1  | 93,26 | 1,86 |
| David Aebischer  | Schweiz    | 5  | 300:00 | 10 | 0  | 91,74 | 2,00 |
| Adam Svoboda     | Tschechien | 7  | 428:27 | 19 | 0  | 89,02 | 2,66 |

### Abschlussplatzierungen
| Pl. | Team        |
| --- | ----------- |
| 1   | Kanada      |
| 2   | USA         |
| 3   | Russland    |
| 4   | Tschechien  |
| 5   | Finnland    |
| 6   | Slowakei    |
| 7   | Schweiz     |
| 8   | Schweden    |
| 9   | Deutschland |
| 10  | Polen       |

### Titel, Auf- und Abstieg
| Weltmeister Kanada | Martin Biron, Daniel Brière, Marc Denis, Boyd Devereaux, Jason Doig, Christian Dubé, Hugh Hamilton, Dwayne Hay, Brad Isbister, Richard Jackman, Brad Larsen, Trevor Letowski, Cameron Mann, Alyn McCauley, Chris Phillips, Cory Sarich, Peter Schaefer, Joe Thornton, Jesse Wallin, Jeff Ware, Trent Whitfield, Shane Willis Trainerstab: Mike Babcock, Mike Pelino, Réal Paiement |

| Silber USA | Blake Bellefeuille, Brian Boucher, Jesse Boulerice, Ben Clymer, Joe Corvo, Robert Esche, Jeff Farkas, Chris Hajt, Dan LaCouture, Paul Mara, Mike McBain, Mark Parrish, Dan Peters, Toby Petersen, Tom Poti, Erik Rasmussen, Marty Reasoner, Jason Sessa, Ben Simon, Wyatt Smith, Mike York, B. J. Young Trainerstab: Jeff Jackson, Greg Cronin, Mel Pearson |

| Bronze Russland | Wladimir Antipow, Juri Buzajew, Denis Chlopotnow, Michail Donika, Radmir Faisow, Sergei Fedotow, Rustem Gabdullin, Ilja Gorochow, Alexei Kolkunow, Oleg Kwascha, Roman Ljaschenko, Andrei Markow, Alexei Morosow, Oleg Orechowski, Andrei Petrunin, Sergei Samsonow, Konstantin Sidulow, Andrei Sjusin, Alexander Trofimow, Alexei Wassiljew, Dmitri Wlassenkow, Alexander Woltschkow Trainerstab: Pjotr Worobjow, Walentin Gurejew, Wladimir Schadrin |

| Absteiger:  | Polen      |
| Aufsteiger: | Kasachstan |

### Auszeichnungen
Spielertrophäen
| Auszeichnung       | Spieler        | Team     |
| ------------------ | -------------- | -------- |
| Bester Torhüter    | Marc Denis     | Kanada   |
| Bester Verteidiger | Joe Corvo      | USA      |
| Bester Stürmer     | Alexei Morosow | Russland |

All-Star-Team
| Angriff:      | Sergei Samsonow – Christian Dubé – Mike York |
| Verteidigung: | Chris Phillips – Mark Streit                 |
| Tor:          | Brian Boucher                                |

## B-Weltmeisterschaft
in Kiew, Ukraine

### Spiele und Abschlussplatzierung
| Team          | KAZ  | LAT | FRA | NOR | UKR | JPN | HUN  | ITA | Tore  | Punkte |
| ------------- | ---- | --- | --- | --- | --- | --- | ---- | --- | ----- | ------ |
| 1. Kasachstan |      | 4:1 | 1:1 | 7:5 | 3:1 | 4:0 | 11:3 | 9:4 | 39:15 | 13:1   |
| 2. Lettland   | 1:4  |     | 4:3 | 5:5 | 2:1 | 4:3 | 9:1  | 3:2 | 28:19 | 11:3   |
| 3. Frankreich | 1:1  | 3:4 |     | 5:4 | 4:3 | 1:1 | 3:2  | 5:1 | 22:16 | 10:4   |
| 4. Norwegen   | 5:7  | 5:5 | 4:5 |     | 2:2 | 3:3 | 5:1  | 9:0 | 33:23 | 7:7    |
| 5. Ukraine    | 1:3  | 1:2 | 3:4 | 2:2 |     | 4:3 | 8:1  | 7:3 | 26:18 | 7:7    |
| 6. Japan      | 0:4  | 3:4 | 1:1 | 3:3 | 3:4 |     | 6:1  | 8:0 | 24:17 | 6:8    |
| 7. Ungarn     | 3:11 | 1:9 | 2:3 | 1:5 | 1:8 | 1:6 |      | 5:2 | 14:44 | 2:12   |
| 8. Italien    | 4:9  | 2:3 | 1:5 | 0:9 | 3:7 | 0:8 | 2:5  |     | 12:46 | 0:14   |

### Auf- und Abstieg
| Aufsteiger in die A-Gruppe:  | Kasachstan |
| Absteiger aus der A-Gruppe:  | Polen      |
| Absteiger in die C-Gruppe:   | Italien    |
| Aufsteiger aus der C-Gruppe: | Belarus    |

### Topscorer
| Spieler           | Land       | Tore | Assists | Punkte |
| ----------------- | ---------- | ---- | ------- | ------ |
| Romāns Ņikitins   | Lettland   | 12   | 3       | 15     |
| Per-Åge Skrøder   | Norwegen   | 7    | 5       | 12     |
| Pjotr Dewjatkin   | Kasachstan | 6    | 6       | 12     |
| Tom Ivar Thompson | Norwegen   | 3    | 8       | 11     |
| Juris Ozols       | Lettland   | 4    | 6       | 10     |
| Loïc Sadoun       | Frankreich | 7    | 2       | 9      |

## C-Weltmeisterschaft
in Bukarest, Rumänien

### Vorrunde
| Team              | BLR  | GBR | AUT | CRO  | Tore | Pkt. |
| ----------------- | ---- | --- | --- | ---- | ---- | ---- |
| 1. Belarus        |      | 7:2 | 8:0 | 11:0 | 26:2 | 6:0  |
| 2. Großbritannien | 2:7  |     | 4:2 | 7:0  | 13:9 | 4:2  |
| 3. Österreich     | 0:8  | 2:4 |     | 4:0  | 6:12 | 2:4  |
| 4. Kroatien       | 0:11 | 0:7 | 0:4 |      | 0:22 | 0:6  |

| Team           | SLO  | DEN  | ROM | NED  | Tore | Pkt. |
| -------------- | ---- | ---- | --- | ---- | ---- | ---- |
| 1. Slowenien   |      | 6:2  | 6:2 | 10:2 | 22:6 | 6:0  |
| 2. Dänemark    | 2:6  |      | 9:0 | 16:2 | 27:8 | 4:2  |
| 3. Rumänien    | 2:6  | 0:9  |     | 6:3  | 8:18 | 2:4  |
| 4. Niederlande | 2:10 | 2:16 | 3:6 |      | 7:32 | 0:6  |

### Finale und Platzierungsspiele
| Spiel um Platz 7 |          |          |   |                |                   |
| 3. Januar 1997   | Bukarest | Kroatien | – | Niederlande    | 5:3 (3:1,1:1,1:1) |
|                  |          |          |   |                |                   |
| Spiel um Platz 5 |          |          |   |                |                   |
| 3. Januar 1997   | Bukarest | Rumänien | – | Österreich     | 1:3 (1:1,0:1,0:1) |
|                  |          |          |   |                |                   |
| Spiel um Platz 3 |          |          |   |                |                   |
| 3. Januar 1997   | Bukarest | Dänemark | – | Großbritannien | 5:4 (2:1,2:2,1:1) |
|                  |          |          |   |                |                   |
| Finale           |          |          |   |                |                   |
| 3. Januar 1997   | Bukarest | Belarus  | – | Slowenien      | 8:2 (2:0,4:1,2:1) |

### Abschlussplatzierung der C-WM
| Pl. | Team           |
| --- | -------------- |
| 1   | Belarus        |
| 2   | Slowenien      |
| 3   | Dänemark       |
| 4   | Großbritannien |
| 5   | Österreich     |
| 6   | Rumänien       |
| 7   | Kroatien       |
| 8   | Niederlande    |

### Auf- und Abstieg
| Aufsteiger in die B-Gruppe: | Belarus     |
| Absteiger aus der B-Gruppe: | Italien     |
| Absteiger in die D-Gruppe:  | Niederlande |
| Aufsteiger in die C-Gruppe: | Estland     |

### Topscorer
| Spieler             | Land      | Tore | Assists | Punkte |
| ------------------- | --------- | ---- | ------- | ------ |
| Aljaksej Kaljuschny | Belarus   | 2    | 11      | 13     |
| Dsmitryj Dudsik     | Belarus   | 6    | 6       | 12     |
| Michael Eller       | Dänemark  | 4    | 6       | 10     |
| Miha Rebolj         | Slowenien | 3    | 7       | 10     |
| René Eller          | Dänemark  | 7    | 2       | 9      |

### Auszeichnungen
Spielertrophäen
| Auszeichnung    | Spieler         | Team           |
| --------------- | --------------- | -------------- |
| Bester Torhüter | Stevie Lyle     | Großbritannien |
| Verteidiger     | Miha Rebolj     | Slowenien      |
| Bester Stürmer  | Dsmitryj Dudsik | Belarus        |

## D-Weltmeisterschaft
in Sofia, Bulgarien

### Vorrunde
| Team         | LTU  | ESP  | BUL  | MEX  | Tore  | Pkt. |
| ------------ | ---- | ---- | ---- | ---- | ----- | ---- |
| 1. Litauen   |      | 10:1 | 15:1 | 20:2 | 45:4  | 6:0  |
| 2. Spanien   | 1:10 |      | 3:1  | 13:1 | 17:12 | 4:2  |
| 3. Bulgarien | 1:15 | 1:3  |      | 7:2  | 9:20  | 2:4  |
| 4. Mexiko    | 2:20 | 1:13 | 2:7  |      | 5:40  | 0:6  |

| Team              | EST  | YUG  | ISR  | RSA  | Tore  | Pkt. |
| ----------------- | ---- | ---- | ---- | ---- | ----- | ---- |
| 1. Estland        |      | 8:3  | 12:3 | 18:1 | 38:7  | 6:0  |
| 2. BR Jugoslawien | 3:8  |      | 9:4  | 10:0 | 22:12 | 4:2  |
| 3. Israel         | 3:12 | 4:9  |      | 6:2  | 13:23 | 2:4  |
| 4. Südafrika      | 1:18 | 0:10 | 2:6  |      | 3:34  | 0:6  |

### Finale und Platzierungsspiele
| Spiel um Platz 7 |       |                |   |         |                   |
| 4. Januar 1997   | Sofia | Südafrika      | – | Mexiko  | 5:3 (3:2,2:0,0:1) |
|                  |       |                |   |         |                   |
| Spiel um Platz 5 |       |                |   |         |                   |
| 4. Januar 1997   | Sofia | Bulgarien      | – | Israel  | 3:7 (1:2,1:3,1:2) |
|                  |       |                |   |         |                   |
| Spiel um Platz 3 |       |                |   |         |                   |
| 4. Januar 1997   | Sofia | BR Jugoslawien | – | Spanien | 4:1 (1:1,2:0,1:0) |
|                  |       |                |   |         |                   |
| Finale           |       |                |   |         |                   |
| 4. Januar 1997   | Sofia | Estland        | – | Litauen | 8:4 (3:1,3:0,3:2) |

### Abschlussplatzierung der D-WM
| Pl. | Team           |
| --- | -------------- |
| 1   | Estland        |
| 2   | Litauen        |
| 3   | BR Jugoslawien |
| 4   | Spanien        |
| 5   | Israel         |
| 6   | Bulgarien      |
| 7   | Südafrika      |
| 8   | Mexiko         |

### Auf- und Abstieg
| Aufsteiger in die C-Gruppe: | Estland     |
| Absteiger aus der C-Gruppe: | Niederlande |

### Auszeichnungen
Spielertrophäen
| Auszeichnung       | Spieler          | Team      |
| ------------------ | ---------------- | --------- |
| Bester Torhüter    | Iovo Stefanow    | Bulgarien |
| Bester Verteidiger | Stanislav Pankov | Estland   |
| Bester Stürmer     | Egidijus Bauba   | Litauen   |